# Платтекілл (переписна місцевість, Нью-Йорк)
Платтекілл (англ. Plattekill) — переписна місцевість (CDP) в США, в окрузі Ольстер штату Нью-Йорк. Населення — 1296 осіб (2020).

## Географія
Платтекілл розташований за координатами 41°37′11″ пн. ш. 74°3′31″ зх. д. / 41.61972° пн. ш. 74.05861° зх. д. (41.619772, -74.058675).  За даними Бюро перепису населення США в 2010 році переписна місцевість мала площу 6,79 км², з яких 6,60 км² — суходіл та 0,19 км² — водойми.

## Демографія
Згідно з переписом 2010 року, у переписній місцевості мешкало 1260 осіб у 405 домогосподарствах у складі 309 родин. Густота населення становила 185 осіб/км².  Було 460 помешкань (68/км²).
Расовий склад населення:
| - 64,5 % — білих - 11,0 % — чорних або афроамериканців - 0,2 % — корінних американців - 0,2 % — азіатів - 20,0 % — осіб інших рас |

До двох чи більше рас належало 4,2 %. Частка іспаномовних становила 44,4 % від усіх жителів.
За віковим діапазоном населення розподілялося таким чином: 28,8 % — особи молодші 18 років, 62,1 % — особи у віці 18—64 років, 9,1 % — особи у віці 65 років та старші. Медіана віку мешканця становила 34,0 року. На 100 осіб жіночої статі у переписній місцевості припадало 97,8 чоловіків;  на 100 жінок у віці від 18 років та старших — 91,7 чоловіків також старших 18 років.
За межею бідності перебувало 25,9 % осіб, у тому числі 5,2 % дітей у віці до 18 років та 35,4 % осіб у віці 65 років та старших.
Цивільне працевлаштоване населення становило 445 осіб. Основні галузі зайнятості: освіта, охорона здоров'я та соціальна допомога — 34,8 %, транспорт — 15,5 %, мистецтво, розваги та відпочинок — 12,8 %, виробництво — 10,8 %.